# 巴比伦数字

巴比伦数字1-59

巴比伦数字（英語：Babylonian numerals）是古巴比伦人使用的数字，采用六十進制。巴比伦数字出现于公元前3100年左右，为目前已知最早的位值制数字系统。
1-59的59个数字由两个符号( 表示一 ， 表示十)构成。
巴比伦数字系统没有表示0的符号。